# Fakulteta za družbene vede v Münchnu
Fakulteta za družbene vede v Münchnu (nemško Sozialwissenschaftliche Fakultät) je fakulteta, ki deluje v okviru Univerze v Münchnu.
Trenutni dekan je Hans-Bernd Brosius.